# Dorio (Lombardei)

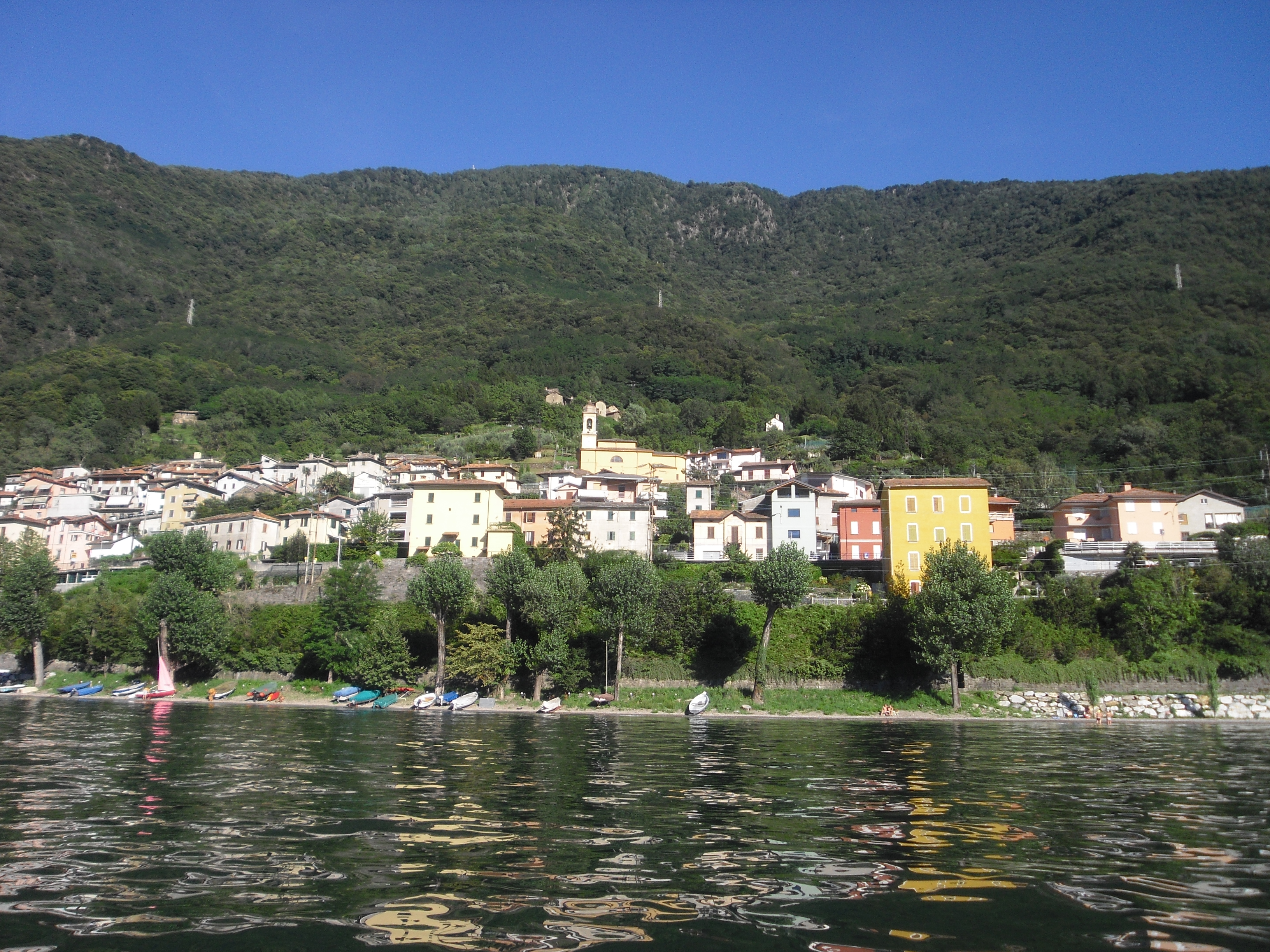
Dorio

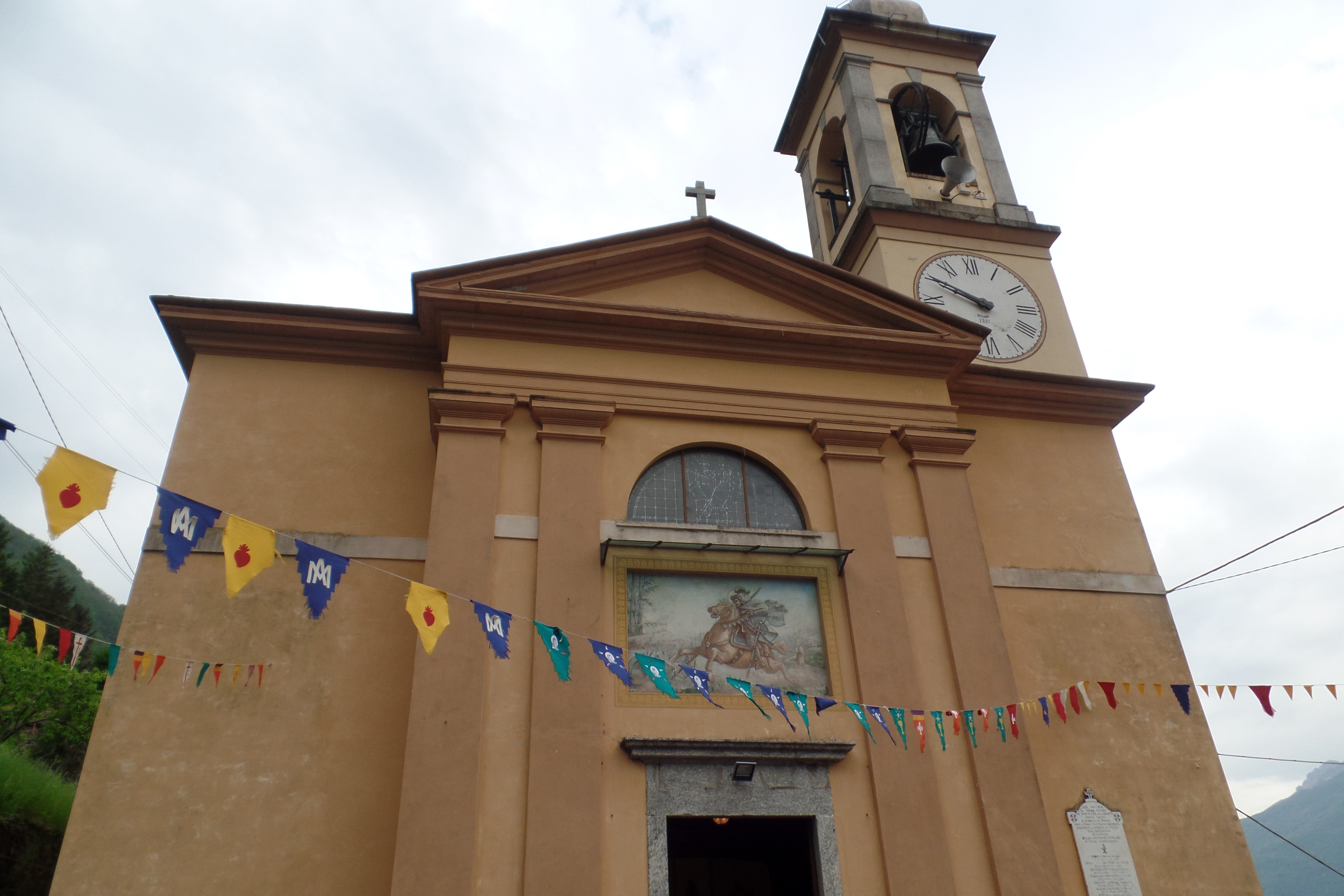
Pfarrkirche Sankt Georg

Dorio ist eine Gemeinde in der Provinz Lecco in der italienischen Region Lombardei mit 329 Einwohnern (Stand 31. Dezember 2023). 

## Geographie

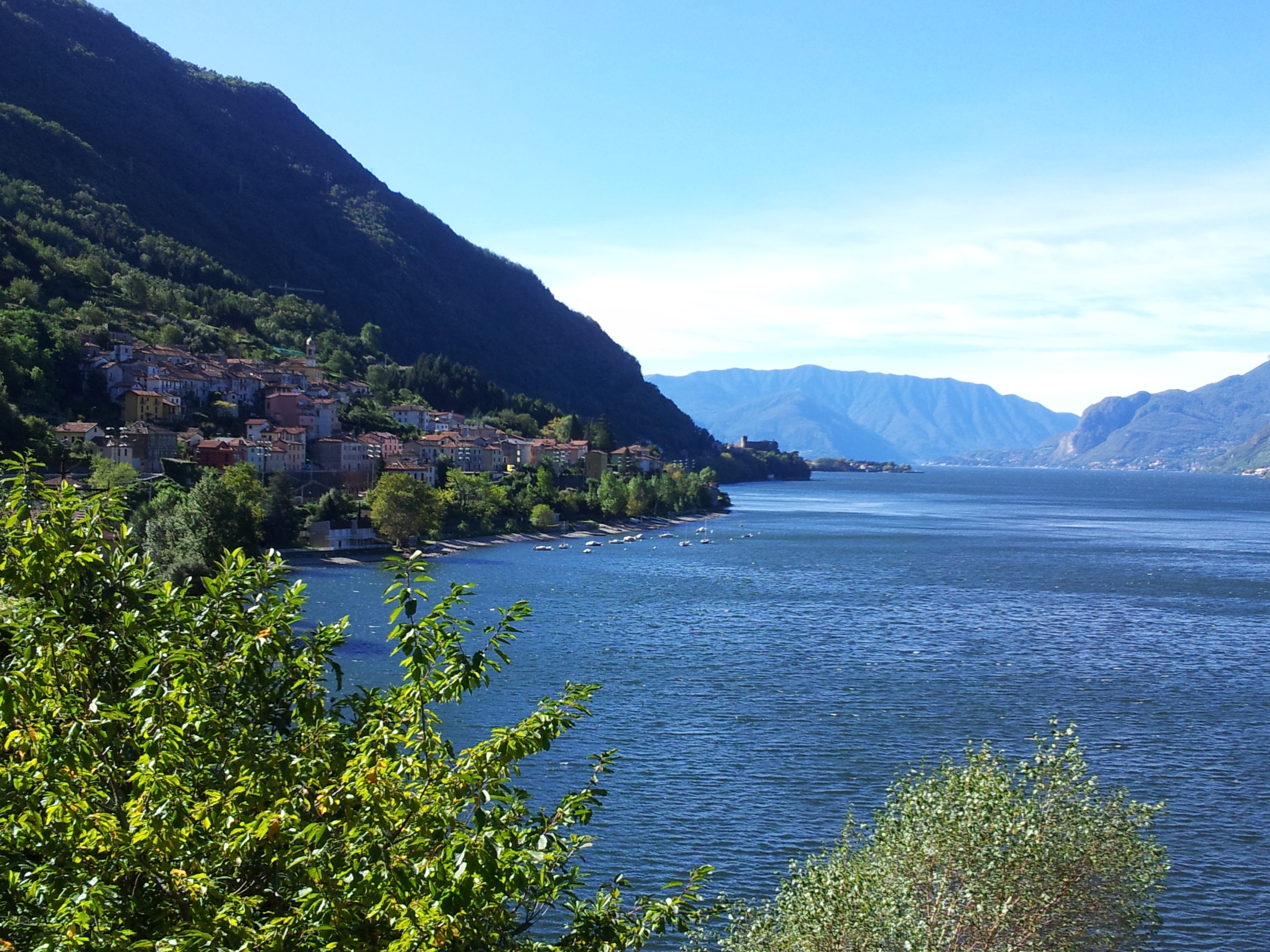
Dorio und Corenno Plinio

Die Gemeinde liegt am Comer See, ca. 30 km nördlich der Provinzhauptstadt Lecco und 70 km nördlich der Millionen-Metropole Mailand. Die umfasst die Fraktion Torchiedo. Im Jahr 1971 hatte die Gemeinde Dorio eine Fläche von 1166 Hektar.
Die Nachbargemeinden sind Colico, Dervio, Valvarrone, Pianello del Lario (CO) und Sueglio.

## Geschichte
In der Mitte des 15. Jahrhunderts wurde Dorio zusammen mit Corenno und Monte Introzzo in eine von der Pieve von Dervio und Valsassina getrennte Gerichtsbarkeit aufgenommen. Die Gemeinde Dorio umfasste die vier Ländereien oder Villen von Mondonico, Torchiedo, Panico und Solmogno. In einem Prospekt aus dem Jahr 1572 (Terre Ducato di Milano, 1572), in dem alle Ländereien des Herzogtums Mailand und andere, die mit ihnen für die Salzsteuer besteuert werden, aufgeführt sind, ist auch Dorio an der Riviera di Lecco enthalten. Nach den Antworten auf 45 Fragen des königlichen Volkszählungsrates war die Gemeinde Dorio, die zur Gemeinde Dervio und zur Riviera von Lecco gehörte und Mitglied des Monte di Introzzo war, im Jahr 1751 dem Grafen Ercole Sfondrati von der Riviera als Lehen unterstellt, an den sie jährlich 122,18 Lire zahlte, wie aus der am 3. April 1644 vom Mailänder Notar Giorgio Serponti ausgestellten Urkunde hervorgeht. 
In Strafsachen unterstand die Gemeinde dem feudalen Podestà von Bellano, dem sie ein jährliches Gehalt von 210,16 Lire zahlte, und in Zivilsachen dem feudalen Leutnant von Bellano, der in Dervio wohnte, wo er an zwei Tagen in der Woche (Dienstag und Freitag) Gericht hielt.
Was die Organe und Aspekte des Verwaltungslebens anbelangt, so hatte die Gemeinde Dorio einen allgemeinen Rat oder eine Versammlung aller Nachbarn und wählte durch Versteigerung einen Bürgermeister (der auch die Funktionen des Kanzlers und des Eintreibers innehatte, da es an Männern fehlte, die zu einer solchen Tätigkeit fähig waren), der mit der Verwaltung des öffentlichen Eigentums und der Aufsicht über die Justiz in den Verteilungen betraut war, über die er am Ende seiner Amtszeit Rechenschaft ablegen musste; die Aufgaben des Kanzlers waren die Aufbewahrung von Büchern und Schriften, die "in einem verschlossenen Tresor unter Verschluss" lagen.
Nach dem vorübergehenden Zusammenschluss der lombardischen Provinzen mit dem Königreich Sardinien wurde die Gemeinde Dorio mit 401 Einwohnern, die von einem 15-köpfigen Gemeinderat und einem zweiköpfigen Stadtrat verwaltet wird, auf der Grundlage der durch das Gesetz vom 23. Oktober 1859 festgelegten Gebietsaufteilung in das Mandamento X von Bellano, Bezirk I von Como, Provinz Como, aufgenommen. Bei der Verfassung des Königreichs Italien im Jahr 1861 hatte die Gemeinde 403 Einwohner (Volkszählung 1861). Nach dem Gesetz über die kommunale Ordnung von 1865 wurde die Gemeinde von einem Bürgermeister, einer Junta und einem Rat verwaltet. Im Jahr 1924 wurde die Gemeinde in den Bezirk Como der Provinz Como eingegliedert. Nach der Gemeindereform von 1926 wurde die Gemeinde von einem Podestà verwaltet. Im Jahr 1927 wurde die Gemeinde Dorio mit der Gemeinde Dervio zusammengelegt. 
Im Jahr 1950 wurde die autonome Gemeinde Dorio durch Abtrennung ihres Gebiets von der Gemeinde Dervio neu gebildet. Nach dem geltenden Gesetz über das Gemeindesystem wurde die Gemeinde von einem Bürgermeister, einem Rat und einem Vorstand verwaltet.

## Bevölkerung
| Bevölkerungsentwicklung | Bevölkerungsentwicklung | Bevölkerungsentwicklung | Bevölkerungsentwicklung | Bevölkerungsentwicklung | Bevölkerungsentwicklung | Bevölkerungsentwicklung | Bevölkerungsentwicklung | Bevölkerungsentwicklung | Bevölkerungsentwicklung | Bevölkerungsentwicklung | Bevölkerungsentwicklung | Bevölkerungsentwicklung | Bevölkerungsentwicklung | Bevölkerungsentwicklung | Bevölkerungsentwicklung | Bevölkerungsentwicklung |
| ----------------------- | ----------------------- | ----------------------- | ----------------------- | ----------------------- | ----------------------- | ----------------------- | ----------------------- | ----------------------- | ----------------------- | ----------------------- | ----------------------- | ----------------------- | ----------------------- | ----------------------- | ----------------------- | ----------------------- |
| Jahr                    | 1861                    | 1871                    | 1881                    | 1901                    | 1921                    | 1931                    | 1936                    | 1951                    | 1961                    | 1971                    | 1981                    | 1991                    | 2001                    | 2011                    | 2022                    |                         |
| Einwohner               | 403                     | 405                     | 424                     | 461                     | 456                     | 450                     | 426                     | 491                     | 487                     | 427                     | 386                     | 349                     | 346                     | 337                     | 323                     |                         |
| Quelle: ISTAT           |                         |                         |                         |                         |                         |                         |                         |                         |                         |                         |                         |                         |                         |                         |                         |                         |

## Sehenswürdigkeiten
- Pfarrkirche San Giorgio